# エドワード・アズナー
エドワード・アズナー（英語: Edward Asner, 1929年11月15日 - 2021年8月29日）は、アメリカ合衆国ミズーリ州カンザスシティ生まれの俳優・声優である。

## 来歴
1929年にミズーリ州カンザスシティに生まれる。母親は主婦で、父親は中古品店を経営していた。ロシア系ユダヤ人（アシュケナジム） の家庭で、カンザス州の高校を卒業後はシカゴ大学へ進学。その後従軍した後に、地元の劇団などで役者としての活動を始めた。活動の場をロサンゼルスに移したアズナーは徐々にテレビや映画へも出演するようになり、テレビ番組『ザ・メアリー・タイラー・ムーア・ショー』のルー・グラント役で一気にブレイクした。同役においては見事エミー賞とゴールデングローブ賞を獲得している。その後も、精力的に活動を続け、5度のゴールデングローブ賞と7度のエミー賞を獲得した。1981年からは映画俳優組合の会長にも就任。1985年まで同組合の代表を務めた。俳優活動の功績が讃えられ、ハリウッド・ウォーク・オブ・フェームにもその名を刻まれている。
近年では、ピクサーが製作しアカデミー作品賞にもノミネートされたアニメーション『カールじいさんの空飛ぶ家』において、主人公であるカール・フレドリクセンの声も担当した。
ハリウッドきっての超リベラル派として知られ、アメリカ民主社会主義者の党員でもあり、政治的活動も積極的に行っている。上記のように映画俳優組合の会長のほか、ロナルド・レーガン大統領の対エルサルバドル政策を真っ向から批判した（この影響で主演ドラマは打ち切りとなった）ほか、街頭デモを行って逮捕された事もしばしばである。また、9.11 や人種差別に関するプロジェクト、野生動物保護団体やローゼンバーグ子供基金などへも積極的に参加している。

### 私生活
1959年にナンシー・サイクスと結婚したが、1988年に離婚。その際に3人の子供を儲けたが、1人は自閉症であった。その後1991年に別の女性と婚約し1998年に再婚を果たすが、2007年に再び離婚した。

## 主な出演作品
| 公開年 | 邦題 原題                                                                                    | 役名                     | 備考             |
| ------ | -------------------------------------------------------------------------------------------- | ------------------------ | ---------------- |
| 1962   | 恋のKOパンチ Kid Galahad                                                                     | フランク                 | クレジットなし   |
| 1965   | サタンバグ The Satan Bug                                                                     | ヴェレッティ             |                  |
| 1965   | いのちの紐 The Slender Thread                                                                | ジャド・ラドリー         |                  |
| 1966   | 夜空の大空港 The Doomsday Flight                                                             | フェルドマン             | テレビ映画       |
| 1966   | エル・ドラド El Dorado                                                                       | バート・ジェイソン       |                  |
| 1967   | 銃口 Gunn                                                                                    | ジャコビー               |                  |
| 1969   | チェンジ・オブ・ハビット Change of Habit                                                     | モレッティ               |                  |
| 1969   | 生きている墓石 Daughter of the Mind                                                          | ソウル                   | テレビ映画       |
| 1970   | 消えた死体/ 浮気妻のセックス事件簿 House on Greenapple Road                                  | ムンツ保安官             | テレビ映画       |
| 1970   | 怒りを胸にふり返れ! Halls of Anger                                                           | アーニー・マッコイ       |                  |
| 1970   | 続・夜の大捜査線 They Call Me Mister Tibbs!                                                  | ウッディ・ガーフィールド |                  |
| 1971   | 西部無法伝 Skin Game                                                                         | プランケット             |                  |
| 1971   | 保険金殺人事件 They Call It Murder                                                           | オットー・ラーキン       | テレビ映画       |
| 1972   | 呪いの島 Haunts of the Very Rich                                                             | アル                     | テレビ映画       |
| 1973   | 二つの顔を持つ女/ 整形美女の復讐 The Girl Most Likely to...                                  | ラルフ                   | テレビ映画       |
| 1974   | ザ・レスラー The Wrestler                                                                    | フランク・バス           |                  |
| 1975   | 恐怖の飛行機不時着 Hey, I'm Alive                                                            | ラルフ                   | テレビ映画       |
| 1975   | 背番号00大奮戦 Gus                                                                           | ハンク・クーパー         |                  |
| 1977   | クリスマス・ツリー The Gathering                                                             | アダム                   | テレビ映画       |
| 1981   | アパッチ砦・ブロンクス Fort Apache the Bronx                                                 | コノリー                 |                  |
| 1981   | しとやかな追跡者 A Small Killing                                                             | サイモン                 | テレビ映画       |
| 1982   | ジョディ・フォスターのママはゴースト O'Hara's Wife                                           | ボブ・オハラ             |                  |
| 1983   | ダニエル Daniel                                                                              | ジェイコブ・アッシャー   |                  |
| 1987   | ピノキオ 新しい冒険 Pinocchio and the Emperor of the Night                                   | スキャラワグ             | アニメ映画       |
| 1990   | 100万ドルをとり返せ! Not a Penny More, Not a Penny Less                                      | ハーヴィー               | テレビ映画       |
| 1990   | ブラック・ポリス Good Cops, Bad Cops                                                         | ジャック・クイン         | テレビ映画       |
| 1991   | フォーエバー・ファミリー/愛は運命を越えて Switched at Birth                                  | テッド・マークス         | テレビ映画       |
| 1991   | JFK                                                                                          | ガイ・バニスター         |                  |
| 1993   | ジプシー Gypsy                                                                               | ポップ                   | テレビ映画       |
| 1995   | 魔法の森のおしゃべるクマさん/ スリー・ベアーズ&リトル・レディ Goldilocks and the Three Bears | ブルーノ                 |                  |
| 1998   | フラッド Hard Rain                                                                           | チャーリー               |                  |
| 1999   | プロポーズ The Bachelor                                                                      | シド                     |                  |
| 1999   | トナカイになったオリーブ Olive, the Other Reindeer                                           | サンタ                   | アニメ、声の出演 |
| 2000   | カミング・アウト Common Ground                                                               | アイラ                   | テレビ映画       |
| 2001   | アニマルマン The Animal                                                                      | ウィルソン署長           |                  |
| 2003   | エルフ 〜サンタの国からやってきた〜 Elf                                                      | サンタ                   |                  |
| 2003   | コミッション The Comission                                                                   | ウィル                   |                  |
| 2003   | クリスマス・バケーション2 Christmas Vacation 2: Cousin Eddie's Island Adventure              | ニックおじさん           | テレビ映画       |
| 2009   | カールじいさんの空飛ぶ家 Up                                                                  | カール・フレドリクセン   | 声の出演         |
| 2012   | ホーム・アローン5 Home Alone: The Holiday Heist                                              | カーソン                 | テレビ映画       |
| 2021   | マペットのホーンテッドマンション Muppets Haunted Mansion                                     | クロード                 | テレビ映画       |

### テレビシリーズ
| 放映年    | 邦題 原題                                                  | 役名                     | 備考                  |
| --------- | ---------------------------------------------------------- | ------------------------ | --------------------- |
| 1957      | スタジオ・ワン Studio One                                  |                          | 別の役で3エピソード   |
| 1960-1962 | ルート66 Route 66                                          |                          | 別の役で5エピソード   |
| 1962-1963 | アンタッチャブル The Untouchable                           |                          | 別の役で4エピソード   |
| 1963      | ヒッチコック・アワー The Alfred Hitchcock Hour             | ジャック                 | 1エピソード           |
| 1963      | アウター・リミッツ The Outer Limits                        | トーマス                 | 1エピソード           |
| 1964,1966 | ガンスモーク Gunsmoke                                      |                          | 別の役で2エピソード   |
| 1964      | スラッタリー物語 Slattery's People                         | フランク                 | 3エピソード           |
| 1965      | バークにまかせろ Burke's Law                               | パブロ・バスケス         | 1エピソード           |
| 1965-1967 | 逃亡者 The Fugitive                                        |                          | 別の役で3エピソード   |
| 1966-1969 | FBIアメリカ連邦警察 The F.B.I                              |                          | 異なる役で3エピソード |
| 1967,1969 | 鬼警部アイアンサイド Ironside                              |                          | 異なる役で2エピソード |
| 1969      | スパイ大作戦 Mission: Impossible                           | ジョージ・シンプソン     | 1エピソード           |
| 1970-1977 | メアリー・タイラー・ムーア・ショー Mary Tyler Moore        | ルー・グラント           | 166エピソード         |
| 1975      | ハワイ5-0 Hawaii Five-O                                    | オーガスト・マーチ       | 1エピソード           |
| 1977      | リッチマン・プアマン/青春の炎 Rich Man, Poor Man           | アクセル                 | ミニシリーズ          |
| 1977      | ROOTS/ ルーツ Roots                                        | トーマス・デイヴィス     | ミニシリーズ          |
| 1977-1982 | 事件記者ルー・グラント Lou Grant                           | ルー・グラント           | 114エピソード         |
| 1985      | 夜はやさしく Tender Is the Night                           | Devereux Warren          | ミニシリーズ          |
| 1987-1988 | The Bronx Zoo                                              | ジョー・ダンジング校長   | 21エピソード          |
| 1991-1992 | 女弁護士ロージー・オニール The Trials of Rosie O'Neill     | ウォルター・コヴァクス   | 17エピソード          |
| 1992      | Fish Police                                                | アバロン                 | 6エピソード           |
| 1992-1993 | Hearts Af                                                  | ジョージ                 | 12エピソード          |
| 1994-1995 | Thunder Alley                                              | ギル・ジョーンズ         | 27エピソード          |
| 1996      | ロザンヌ Roseanne                                          | ルー・グラント           | 1エピソード           |
| 1996,1997 | あなたにムチュー Mad About You                             | ジグムンド               | 2エピソード           |
| 1998      | Xファイル X Files                                          | モーリス                 | 1エピソード           |
| 2001      | ラリーのミッドライフ★クライシス Curb Your Enthusiasm       | Mr. Weiner               | 1エピソード           |
| 2003      | ER緊急救命室 ER                                            | ジェームズ・マクナルティ | 3エピソード           |
| 2004      | ザ・プラクティス ボストン弁護士ファイル The Practice       | マーカス判事             | エピソード            |
| 2004-2005 | Center of the Universe                                     | アート・バーネット       | 12エピソード          |
| 2005      | デッド・ゾーン The Dead Zone                               | マーティ・ブラックネル   | 1エピソード           |
| 2006-2007 | Studio 60 on the Sunset Strip                              | ウィルソン・ホワイト     | 6エピソード           |
| 2009      | CSI: ニューヨーク CSI: NY                                  | アブラハム・クライン     | 1エピソード           |
| 2011      | 救命医ハンク セレブ診療ファイル Royal Pains                | テッド・ロス             | 2エピソード           |
| 2012      | Hawaii Five-0                                              | オーガスト・マーチ       | 2エピソード           |
| 2013      | LAW & ORDER:性犯罪特捜班 Law & Order: Special Victims Unit | マーティン・シュワルツ   | 1エピソード           |
| 2013      | ザ・グレイズ～フロリダ殺人事件 The Glades                  | テッド・ハーディ博士     | 3エピソード           |
| 2018      | MACGYVER/マクガイバー                                      | ソウル                   | 1エピソード           |

### テレビアニメ
- バットマン Batman (1992-1994)
- アニマニアックス Animaniacs (1993)
- スパイダーマン Spider-Man (1994-1998)
- ガーゴイルズ(1994-1996)
- ヘラクレス Hercules (1998)
- スーパーマン Superman (1998-2000)
- ザ・シンプソンズ The Simpsons (1999)
- ジョニー・ブラボー Johnny Bravo (2000, 2002)
- ファミリー・ガイ Family Guy (2001)
- キング・オブ・ザ・ヒル King of the Hill (2001, 2002)
- ビリー&マンディ Grim & Evil (2003)
- ジャスティス・リーグ Justice League (2004, 2005)
- ブーンドックス Boondocks (2005-2006)